# Alain Soral
Alain Bonnet, más conocido como Alain Soral, es un ensayista, editor, instructor de boxeo francés, presidente de la asociación Égalité & Réconciliation, clasificada a la extrema derecha. Tiene nacionalidad francesa y suiza.
Soral afirma haber sido miembro activo del Partido Comunista Francés en la décadas de los 90s, aunque la dirección del PCF lo niega y Soral nunca ha mostrado ninguna prueba de su supuesta militancia en el PCF. Al mismo tiempo evolucionó en el mundo de los medios y el entretenimiento hasta principios de los 2000s. Soral, según su propia versión, abandonó el PCF, al que acusó de estar lleno de trotskistas encubiertos, y fue progresivamente cambiando su pensamiento hasta adoptar ideas consideradas de extrema derecha con tendencias acusadas de antisemitas. Durante estos años Soral pasa a militar en el Frente Nacional de Marine Le Pen y a desarrollar sus propios postulados. Soral afirma tener ideas de izquierda en lo económico y de derechas en temas sociales, pero en la práctica ha sido próximo de diversos grupúsculos de extrema derecha e incluso neonazis, y ha sido condenado varias veces por incitation Al odio antisemita u homofóbo. Durante estos años entabla amistad con el polémico humorista Dieudonné, llegando a convertirse en una especie de eminencia gris en sus discursos satíricos y actuaciones como comediante.
Progresivamente comienza alejarse del FN hasta abandonarlo en 2009. Tras esto, Soral, junto a exmiembros del Groupe union défense, funda un nuevo movimiento conocido como Égalité et Réconciliation. Dicha organización se describe a sí misma como nacionalista en lo moral y de izquierdas en lo económico, autodefiniéndose como de «derecha» en los valores (patria, familia, tradición) e «izquierda» en lo económico. El pensamiento de la organización se encuentra influido tanto por autores nacionalrevolucionarios, pasando por los clásicos, tanto nazis como fascistas. 
E&R ha sido descrita por los observadores  como de extrema derecha, a y a menudo se la suele relacionar y comparar con el nacionalsocialismo. En marzo de 2011 funda Société à responsabilité limitée Culture pour tous, que incluye a la editorial Kontre Kulture. En 2008 fue condenado por acusaciones tales como "antisemitismo" e "incitación al odio, a la discriminación y a la violencia".  

## Biografía
Nació el 2 de octubre de 1958 en Aix-les-Bains (Francia). A mediados del 2013, el sitio web de la asociación que creó y preside, Egalité et Réconciliation («Igualdad y Reconciliación»), alcanzó el primer lugar en la audiencia de los blogs políticos. Su libro Comprendre l´Empire (Comprender el imperio), del año 2011, ha sido reimpreso más de diez veces, se han vendido más de 50.000 ejemplares (hasta el 2013) y ha llegado varias veces en el top 100 de ventas de Amazon; adicionalmente, ha sido traducido al ruso, coreano, e italiano. Todo eso, pese a que este libro nunca ha sido promocionado por la televisión o los periódicos.
Su progresiva irrupción en la política como un analista no invitado ni esperado lo ha expuesto a múltiples intentos de agresión por parte de milicias irregulares, sin que las autoridades judiciales sancionen a los agresores, con excepción del ataque del 5 de abril de 2013 por parte de un grupo de una decena de hombres enmascarados mientras cenaba en un restaurante; estas personas fueron filmadas por cámaras de seguridad y la justicia determinó su responsabilidad penal.
El popular comediante franco-camerunés Dieudonné declaró en una entrevista televisada en 2004 respecto de Alain Soral que «es importante preservar la visión de este tipo de artista, libre pensador, un poco trash, un poco punk, ahora que la expresión artística se ha vuelto completamente comercial»; desde entonces, acompaña activamente a Soral en su crítica aguda al oficialismo.
Manuel Valls, actual primer ministro de Francia, «en nombre de la República francesa, de la libertad de prensa y la democracia» condenó públicamente a las intervenciones de Soral a través de Internet, así como sus vínculos con Dieudonné.

## Posiciones políticas
Alan Soral es conocido en Francia por su posición antisemita y antisionista, y uno de los fundadores de la organización política y blog de internet Igualdad y Reconciliación (Egalité et Réconciliation), que en principio estaba destinado a ser el nombre de un partido político que pensaba crear junto con Dieudonné, un comediante antisemita y creador del saludo “quennelle” (saludo nazi inverso). Alain Soral no dudó en tomarse una foto haciendo la “quennelle” en el Memorial del Holocausto de Berlín.Sin embargo, a pesar de su supuesto antisionismo se declara ferviente admirador de Donald Trump y tras su marcha del FN ha continuado haciendo varios escritos en favor de este partido y de Marine Le Pen.  
El domingo 7 de junio de 2009, figura como miembro de la Lista Antisionista que se presenta a las elecciones europeas, una curiosa mezcla de filonazis, gremialistas y propalestinos. En el portal de Internet de la agrupación aparecen fotos del presidente de Venezuela Hugo Chávez abrazando al presidente de Irán Mahmud Ahmadinejad y al presidente de Bolivia Evo Morales.
Es autor de la frase "Marx en Francia votaría al Frente Nacional". Su pensamiento es clasificado por los especialistas como de extrema derecha.
Se reclama seguidor de Charles de Gaulle por su independencia ante los Estados Unidos. Defendió a Jean-Marie Le Pen, fundador del partido Front National (FN), y ahora retirado de la política. Ha manifestado su admiración por algunos jefes de Estado como Hugo Chávez, a quien ha visitado en Venezuela, el expresidente de Irán Mahmoud Ahmadinejad, el Presidente de Rusia Vladímir Putin o el líder del Hezbolá libanés, Hassan Nasrallah. También ha mostrado su apoyo a la organización fascista italiana CasaPound.

## Condena por antisemitismo
En septiembre de 2019, el Tribunal Penal de Bobigny lo condenó a 24 meses de prisión de los cuales deberá cumplir 18 con prisión efectiva, por transmitir en línea un video de rap antisemita. El tribunal también dictaminó que Alain Soral elimine el clip de su sitio, bajo pena de una multa de 1.000 euros por cada día que demore en hacerlo.

## Libros
- Les Mouvements de mode expliqués aux parents («Los movimientos de moda explicados a los padres»), con Hector Obalk [Éric Walter] y Alexandre Pasche, Editorial Robert Laffont, 1984. Reeditado por France Loisirs y Le Livre de poche.
- La création de mode. Comment comprendre, maîtriser et créer la mode («La creación de moda. Cómo comprender, dominar y crear la moda»), Editorial S.I.S., 1987.
- Le Jour et la Nuit, ou la vie d'un vaurien («El día y la noche, o la vida de un bueno para nada»), Éditions Blanche, 1991.
- Sociologie du dragueur («Sociología del ligón»), Éditions Blanche, 1996. Reeditado en 2004.
- Vers la féminisation? («¿Hacia la feminización?»), Éditions Blanche, 1999. Reeditado en 2007 bajo el título Vers la féminisation? Pour comprendre l'arrivée des femmes au pouvoir («¿Hacia la feminización? Para comprender la llegada de las mujeres al poder»).
- Jusqu'où va-t-on descendre? Abécédaire de la bêtise ambiante («¿Hasta dónde vamos a ir a parar? Abecedario de la idiotez reinante»), Éditions Blanche, 2002. Reediciones: Editorial Pocket en 2003 como Abécédaire de la bêtise ambiante y con el mismo título abreviado por Éditions Blanche en 2008, junto al siguiente.
- Socrate à Saint-Tropez: texticules («Sócrates a Saint-Tropez: textículos»), Éditions Blanche, 2003. Reeditado junto al precedente como Abécédaire de la bêtise ambiante.
- Misères du désir («Miserias del deseo»), Éditions Blanche, 2004.
- CHUTe ! Éloge de la disgrâce («¡A callar! Elogio de la caída en desgracia»), Éditions Blanche, 2006.
- Comprendre l'Empire. Demain la gouvernance globale ou la révolte des Nations («Comprender el Imperio. Mañana, la gobernanza global o la revuelta de las naciones, Éditions Blanche, 2011.
- Chroniques d'avant-guerre («Crónicas de pre-guerra»), Éditions Blanche, 2012.
- Dialogues désaccordés. Combat de Blancs dans un tunnel («Diálogos desacordados. Combate de blancos en un túnel») en colaboración con Éric Naulleau, Hugo, colección Blanche, 2013.